# Distintivo di pilota
Il distintivo di pilota (in tedesco Flugzeugführerabzeichen) fu una decorazione militare del Terzo Reich, concessa ai militari tedeschi in possesso di brevetto di pilota.

## Inquadramento storico
Il distintivo di pilota - come attestazione di specialità - è comune a tutte le forze armate del mondo. In Germania esso venne istituito il 27 gennaio 1913, alla nascita dell'aviazione militare tedesca: formalmente istituito dal Kaiser Guglielmo II, venne adottato dalla Prussia e dalla Baviera, ma esteso a tutti i piloti tedeschi, a qualsiasi stato germanico appartenessero.
Non è ancora del tutto certa la data d'istituzione del distintivo nel Terzo Reich: ciò è dovuto al fatto che la Luftwaffe - formalmente vietata dal trattato di Versailles - venne segretamente creata ancora all'epoca della Repubblica di Weimar, fino a quando nel marzo del 1935 la Germania ripudiò ufficialmente il trattato. Il 19 gennaio 1935 era però stato istituito il Fliegerschaftabzeichen (Distintivo per gli equipaggi aerei), che si può ritenere il precedente diretto del distintivo di pilota. Il primo riferimento scritto relativo all'esistenza di un distintivo di pilota si può ritrovare nel Foglio degli Ordini della Luftwaffe (Luftwaffen-Verordnungsblatt) del 27 maggio 1935, ma solo il 12 agosto dello stesso anno il comandante della forza aerea germanica Hermann Göring istituì ufficialmente il Flugzeugführerabzeichen. Il regolamento contenente le esatte specifiche del distintivo e del suo conferimento, nonché il modo di indossarlo, vennero pubblicate il 27 novembre 1935.

## Il conferimento del distintivo
Il distintivo di pilota fu destinato a tutto il personale che avesse ottenuto il brevetto di pilota militare, indipendentemente dall'arma di appartenenza: anche un militare dell'esercito, della marina da guerra o delle Waffen-SS avrebbe potuto riceverlo.
Si pose particolare attenzione sul fatto che i decorati avessero effettivamente ricevuto il brevetto militare, tanto che si vennero a creare delle situazioni al limite del paradosso: l'asso Wilhelm Joswig, accreditato di centinaia di missioni di volo e successivamente decorato con la Croce di Cavaliere della Croce di Ferro, volò dal 1941 al 1943 con la sola licenza civile e ricevette il suo distintivo di pilota solo nel 1943, dopo aver dovuto sostenere il relativo esame per l'ottenimento del brevetto militare.
Il numero esatto delle decorazioni consegnate non è noto, ma si può stimare nell'ordine delle migliaia. I primi esemplari del distintivo vennero conferiti a partire dal mese di marzo del 1935 (prima quindi della sua istituzione ufficiale). Le ultime disposizioni regolamentari sul conferimento risalgono a maggio del 1944.

## Descrizione

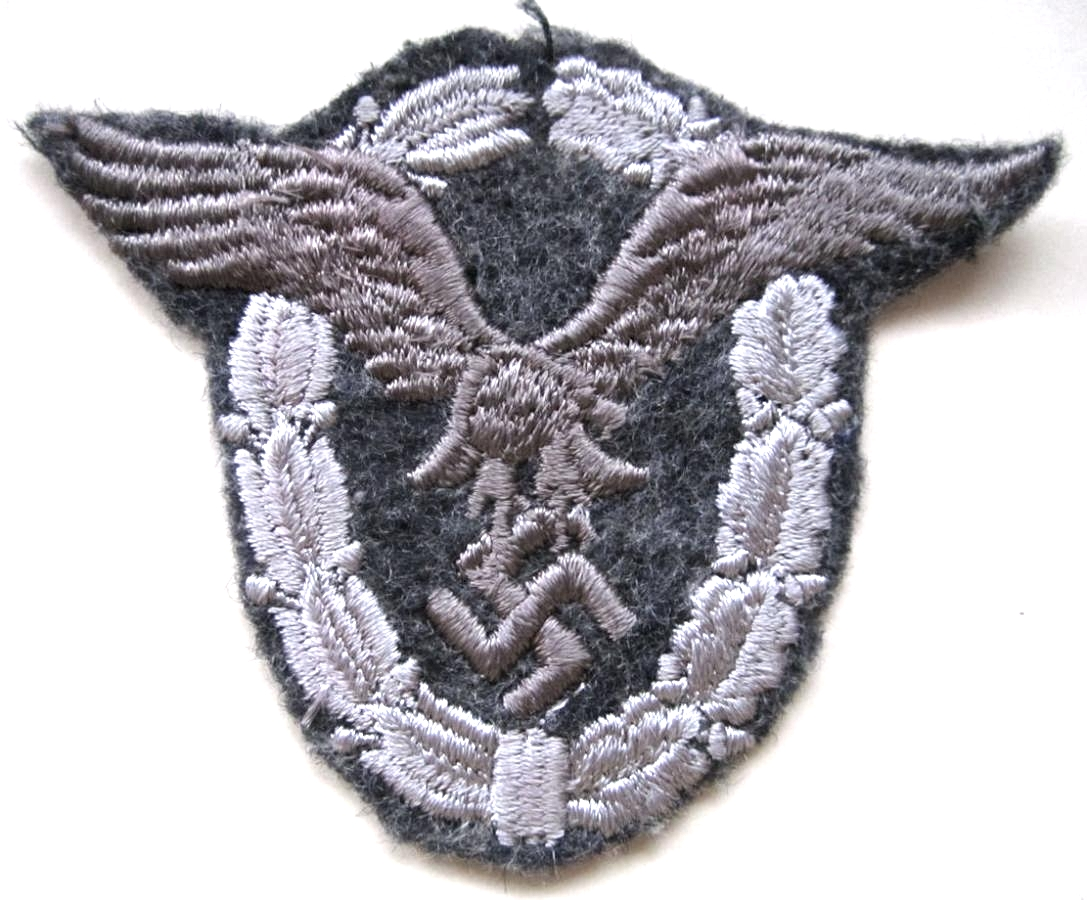
Il distintivo di pilota nella rara versione in stoffa

Il distintivo da pilota è in metallo, è leggermente convesso e presenta un'aquila in volo col capo rivolto alla propria sinistra e stringente fra gli artigli una croce uncinata, fissata con rivetti ad una corona ovale formata per metà di foglie d'alloro e per metà di foglie di quercia. Mentre l'aquila presenta una finitura scura ottenuta tramite ossidazione, la corona è invece placcata in argento. Al verso, un robusto fermaglio permette di appuntare il distintivo all'uniforme. Il materiale di fabbricazione del manufatto è il metallo, del quale con l'andare degli anni si sperimentarono vari tipi: tombac (una lega fra rame e zinco) placcato, alluminio, nichel placcato in argento ed altri tipi di leghe.
Secondo quanto previsto dal regolamento del 1935, era permessa anche una versione del distintivo in stoffa grigio-blu, coll'aquila in rilievo ricamata. Questa versione oggi è estremamente rara, ed essendo stata riprodotta in grande quantità a partire dagli anni ottanta del XX secolo, risulta molto difficile stabilirne l'autenticità.
Il distintivo di pilota veniva di norma consegnato all'interno di un elegante astuccio in cartone blu, foderato internamente in raso e velluto, recante all'esterno la scritta dorata in caratteri gotici "Luftwaffen Flugzeugführerabzeichen" (su due righe). Assieme al manufatto, veniva anche consegnato un diploma, di solito firmato a nome di Göring dal comandante di reparto.
Nel 1957, la Repubblica Federale Tedesca promulgò una nuova regolamentazione relativa alle medaglie e ai distintivi dell'era nazista, permettendo quindi ai decorati con distintivo di pilota di indossarne una nuova versione denazificata, senza quindi la svastica centrale.